# Боуэн-Бридж (Тасмания)
Мост Боуэн-Бридж (англ. Bowen Bridge) — четырёхполосный автомобильный мост через эстуарий реки Деруэнт. Полная длина моста — 976 м. Мост соединяет северную часть Хобарта (столицы штата Тасмания в Австралии) с населёнными пунктами, расположенными на восточном берегу реки Деруэнт.   

## География

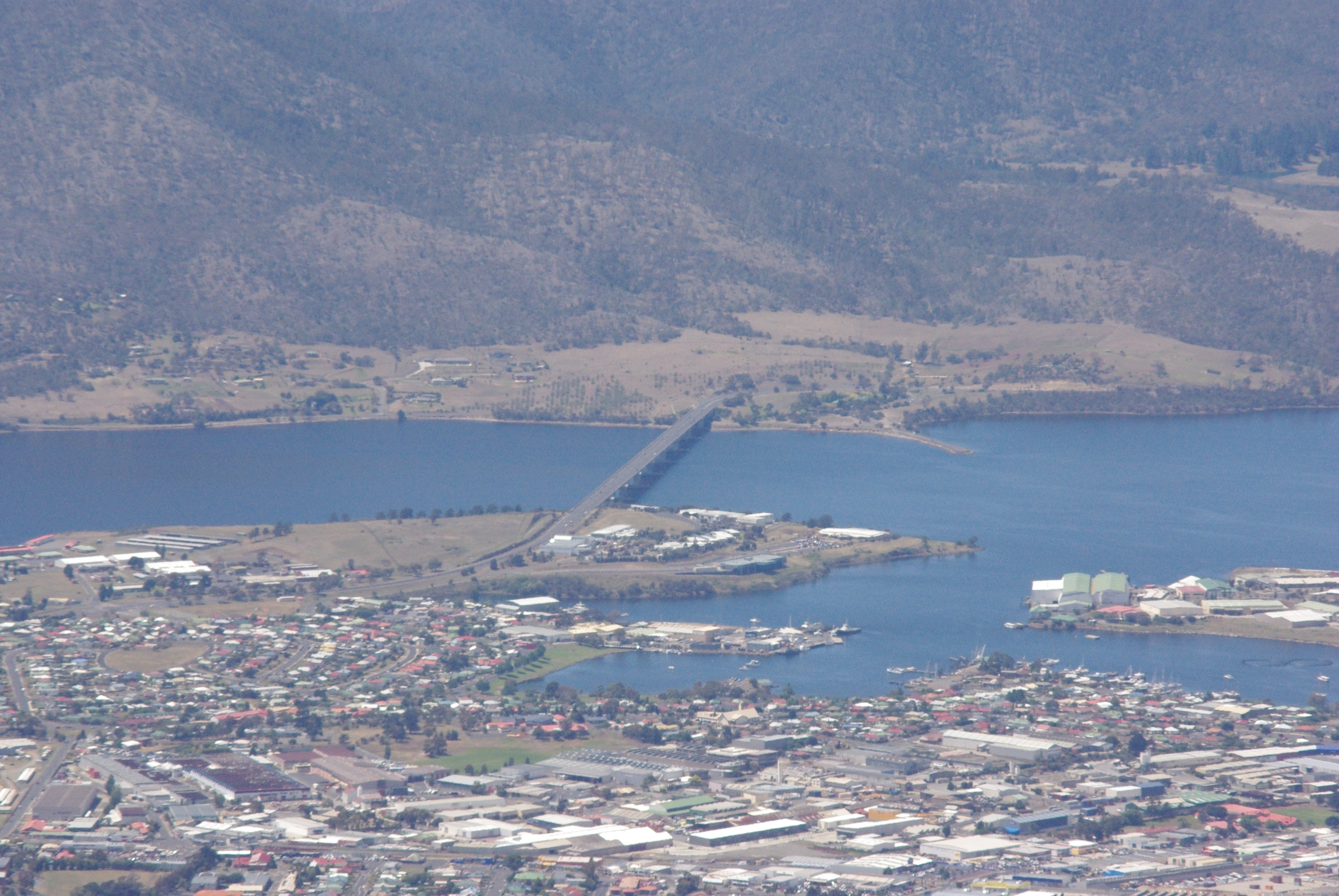
Вид на мост Боуэн-Бридж с восточного берега

Боуэн-Бридж является одним из трёх мостов через эстуарий реки Деруэнт и расположен примерно посередине между двумя другими мостами — Бриджуотер-Бридж на севере и Тасмановым мостом (Тасман-Бридж) на юге. 
На западном берегу реки находится Гленорки, входящий в состав «Большого Хобарта» (англ. Greater Hobart) и расположенный примерно в 10 км севернее центральной части Хобарта. На восточном берегу находится Рисдон Коув (Risdon Cove) — место первого поселения европейцев в Тасмании, основанного британцами в 1803 году. Руководителем этого первого поселения был Джон Боуэн.

## История
Решение о необходимости строительства нового альтернативного моста через реку Деруэнт было принято вскоре после катастрофы 9 января 1975 года, приведшей к разрушению Тасманова моста в Хобарте и последовавшим за этим транспортным коллапсом, продолжавшимся вплоть до полного восстановления Тасманова моста в октябре 1977 года. 
Строительство моста Боуэн-Бридж было начато в 1980 году, и он был официально открыт 23 февраля 1984 года. В церемонии открытия моста принял участие тогдашний премьер-министр Австралии Роберт Хоук.

## Галерея

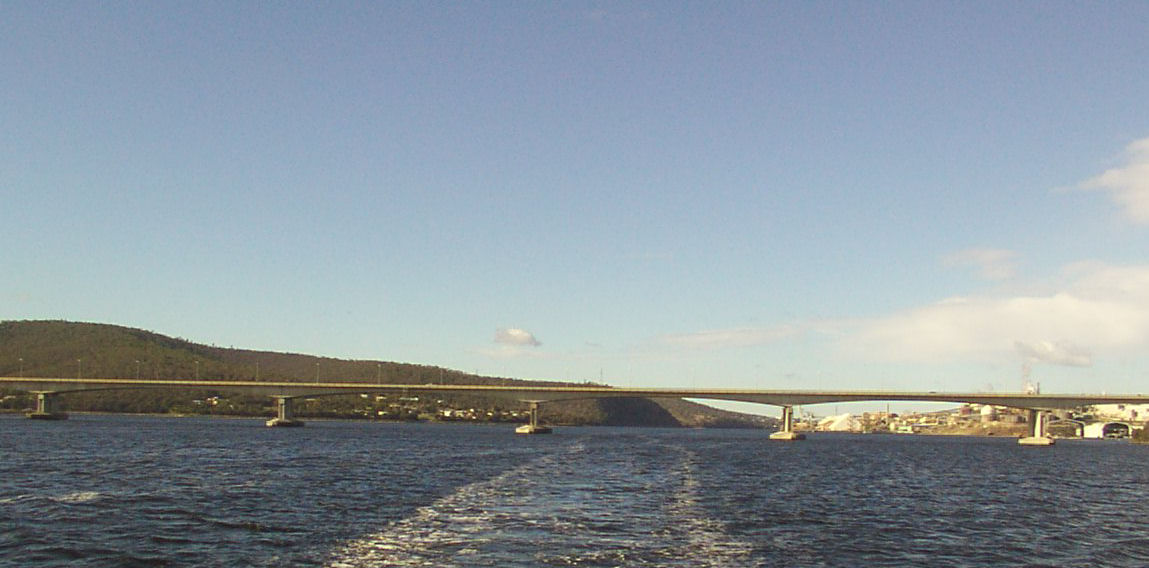
Вид на мост Боуэн-Бридж с реки Деруэнт
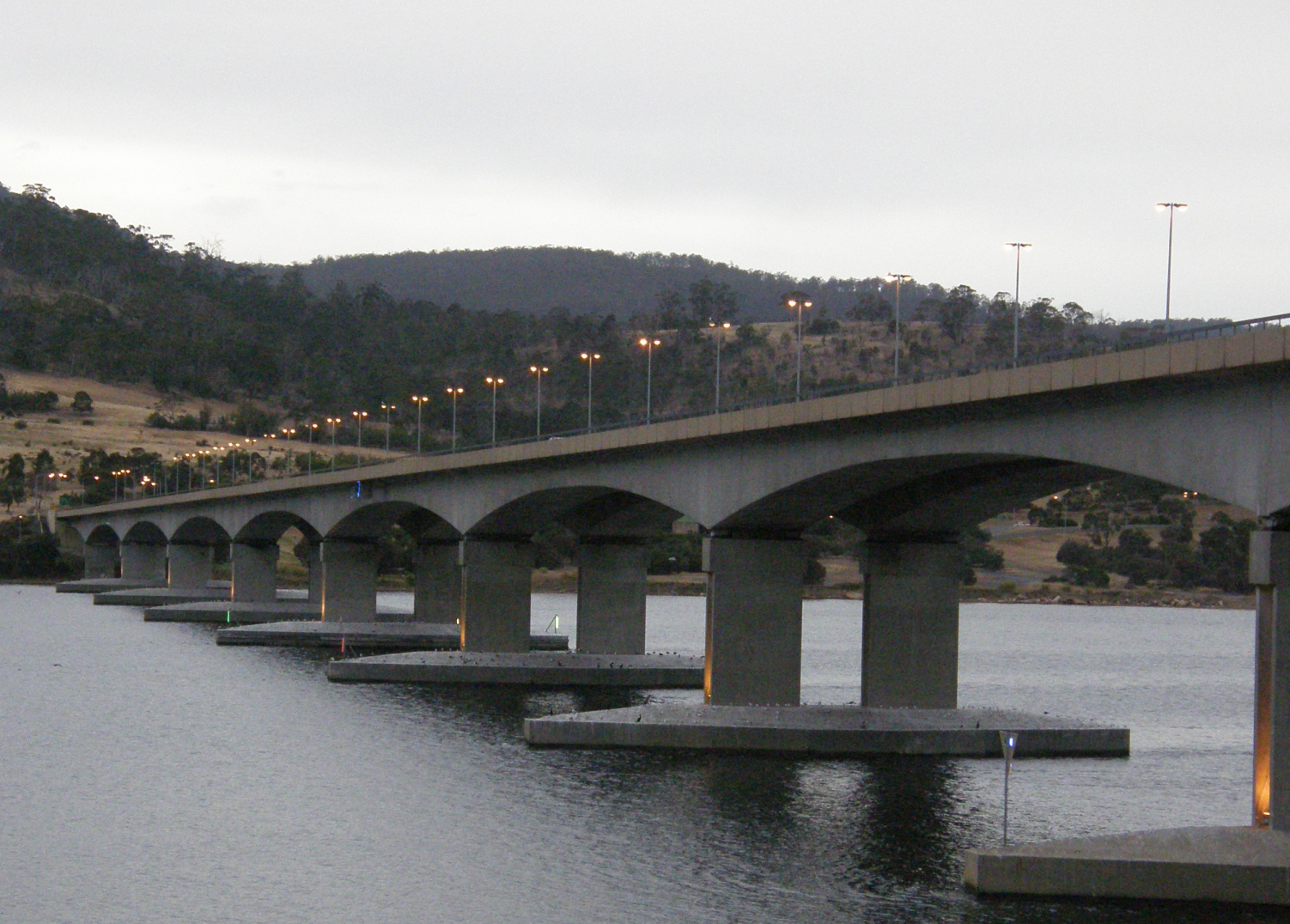
Боуэн-Бридж в сумерках
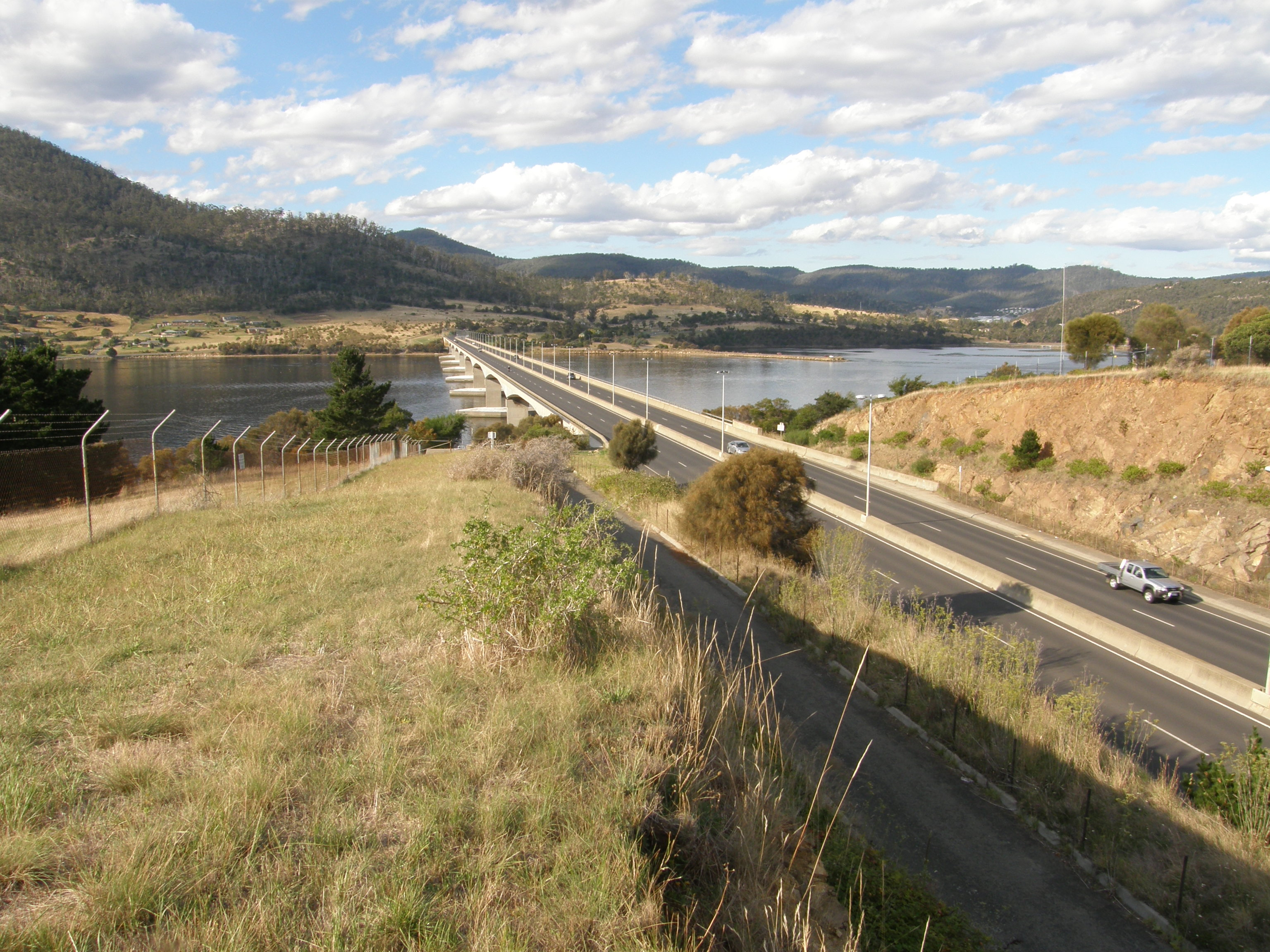
Вид на мост Боуэн-Бридж с западного берега